# Archeon
Archeon es una banda de death metal melódico procedente de Polonia.

## Historia
La historia de Archeon comienza en el año 2001. En aquel momento estaba formada por Michal Kostrzynski (compositor y mente maestra de la banda) y Michal Tomaszewski. Buscando miembros para formar un grupo que reflejara sus gustos por la música clásica y el heavy metal, encontraron en su camino al teclista Janek Lesniak. Tiempo después se toparon con el baterista Tomek Grochowski y el bajista Andrzej Sadrakula. Luego de probar muchos vocalistas, Michal Kostrzynski decidió hacer el mismo el papel de vocalista. A un año de haberse formado, la banda grabó en Hertz Studio su primer sencillo, con la ayuda de los famosos productores Slawek y Wojtek Wieslawscy (Vader), llamado Dead World.
En enero de 2003, el guitarrista rítmico fue cambiado por Radek Pólrolniczak y el bajista por Grzegorz Jezierski. Junto con el resto de la banda, el sencillo fue recibiendo muy buenas críticas. Luego de exitosos conciertos, la banda volvió al estudio para trabajar en el material de su álbum debut End Of The Weakness. La grabación tuvo lugar en Studio-X, Polonia, en enero de 2004.
Pocos meses después, Grzegorz Jezierski abandonó Archeon. El nuevo bajista fue Jarek Kajszczak. En septiembre de 2004, Janek Lesniak tomó la decisión de dejar el mundo de la música y unirse a la Armada Polaca. Como cuarteto, Archeon grabó un videoclip para la canción Prayer, que se estaba volviendo más y más popular. El éxito de la canción vino junto con el lanzamiento de su álbum debut, lo que ocurrió en julio de 2005 por Empire Records. Luego de unos meses Archeon había vendido 5000 copias de End of the Weakness. Con el soporte de sus admiradores y el poder de crear Heavy Metal, Michal Kostrzynski preparó nuevas canciones para el siguiente álbum. En enero de 2007, Archeon entró al Zed Studio en Olkusz, Polonia, donde nuevas canciones fueron grabadas para su próximo álbum Mirror Of Sins.
Actualmente Archeon desapareció ya que los integrantes de la banda decidieron cambiar su nombre a Made Of Hate y lanzaron el primer material de esta nuevo agrupación llamado "Bullet In Your Head" el año 2008.

## Miembros
- Michal "Mike" Kostrzynski - guitarra líder
- Radek Pólrolniczak - voises
- Jarek Adam Kajszczak - bajo (2006 - 2012)
- Tomek Grochowski - batería

### Miembros pasados
- Michal Tomaszewski - guitarra rítmica (2001 - 2003)
- Andrzej Sadrakula - bajo (2001 - 2003)
- Grzegorz Jezierski - bajo (2003 - 2004)
- Janek Lesniak - teclado (2001 - 2004)

## Discografía
- End Of The Weakness (2005)